# 마크 레스터
마크 A. 레스터(영어: Mark A. Lester, 1958년 7월 11일 ~ )는 잉글랜드의 배우이다.

## 출연 작품
- 설러브레이트 '올리버!' (2005)
- 왕자와 거지 (1977)
- 차일드 오브 더 나이트 (1971)
- 블랙 뷰티 (1971)
- 작은 사랑의 멜로디 (1971)
- 아이위트니스 (1970)
- 백마와 소년 (1969)
- 올리버 (1968)
- 화씨 451 (1966)
- 디즈니랜드 (1954)